# ASL
ASL er et forkortelse for American sign language, som betyder: Amerikansk tegnsprog. I øvrigt det mest udbredte tegnsprog i verden. Ligesom de fleste lærer engelsk, lærer de fleste døve ASL.[kilde mangler]